# Cranopsis erecta
Cranopsis erecta är en snäckart som först beskrevs av Dall 1889.  Cranopsis erecta ingår i släktet Cranopsis och familjen nyckelhålssnäckor. Inga underarter finns listade i Catalogue of Life.